# CoviVac (в'єтнамська вакцина)
COVIVAC — кандидат на вакцину проти COVID-19, розроблений Інститутом вакцин та медичних біологічних препаратів В'єтнаму.

## Опис
«CoviVac» за своєю структурою є вірусним вектором, не реплікаційним, та є інактивованою вакциною на основі яєчного білка (із введеним цілісним химерним вірусом хвороби Ньюкасла, що експресує закріплений на мембрані стабілізований попередньо злитий тримерний білок вірусу SARS-CoV-2 S (Hexapro) та CpG 1018).

## Клінічні дослідження
21 січня 2021 року, майже на два місяці раніше запланованого терміну, розпочалось клінічне дослідження на людях другої в'єтнамської вакцини проти COVID-19 «CoviVac», яка є рідкою вакциною з ад'ювантами або без них, без консервантів, виготовленою за технологією виробництва векторної вакцини, вирощеної на курячих яйцях з ембріонами, яке проводить Інститут вакцин та медичних біологічних препаратів В'єтнаму. Вакцина «CoviVac» вивчалася інститутом вакцин та медичних біологічних препаратів з травня 2020 року, проведені доклінічні випробування кандидата на вакцину в Індії, США та В'єтнамі, за результатами яких зазначено безпеку та ефективність експериментального препарату, які повністю відповідали умовам проведення досліджень на людях. Оцінка стабільності вакцини була проведена в Медичній школі Ікана на горі Сінай в Нью-Йорку. 15 березня 2021 року шістьом добровольцям було введено вакцину «CoviVac» в Ханойському медичному університеті.